# Cosmochthonius taurus
Cosmochthonius taurus är en kvalsterart som beskrevs av Niemi, Gordeeva och Nusret Ayyildiz 2002. Cosmochthonius taurus ingår i släktet Cosmochthonius och familjen Cosmochthoniidae. Inga underarter finns listade i Catalogue of Life.